# NATO-Truppenstatut

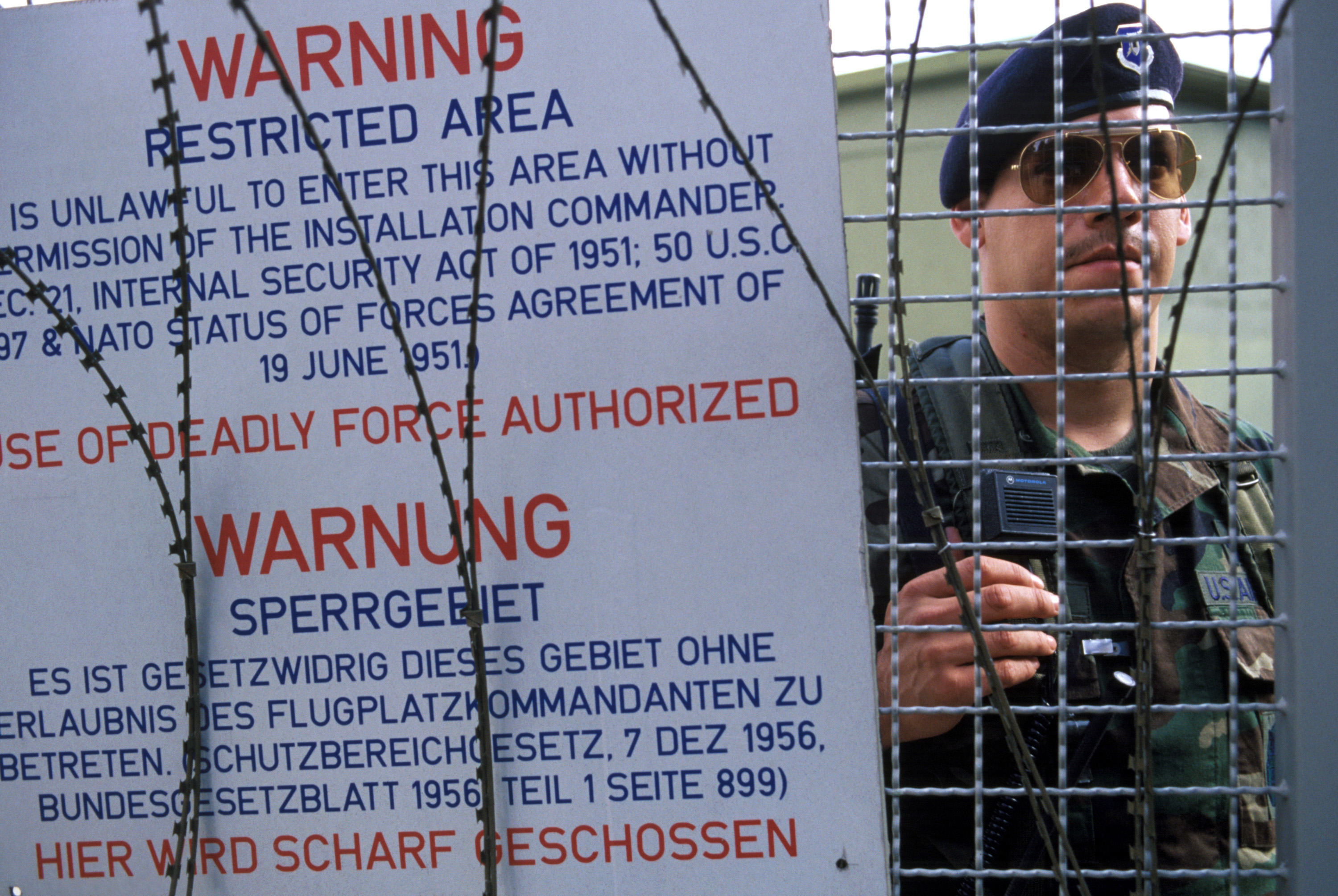
Warnschild an der Hahn Air Base 1986 mit Hinweisen zum NATO-Truppenstatut und zum Schutzbereichgesetz

Das NATO-Truppenstatut (NTS oder NATO-TrSt, auch NATOTrStatVtr) regelt den Aufenthalt von Streitkräften der NATO und deren Angehörigen auf dem Gebiet anderer NATO-Staaten. Das Statut wurde am 19. Juni 1951 zwischen den NATO-Mitgliedstaaten geschlossen. Es handelt sich damit um ein Status of Forces Agreement.
Die englische Bezeichnung und Abkürzung ist Agreement between the Parties to the North Atlantic Treaty regarding the Status of their Forces, kurz NATO Status of Forces Agreement – NATO SOFA. Es umfasst neben militärrechtlichen Fragen auch die Betriebsgenehmigungen für die Soldatensender American Forces Network (AFN), British Forces Broadcasting Service (BFBS) und Canadian Forces Network (CFN).
Am 12. Dezember 1956 trat das deutsche Schutzbereichgesetz – Langtitel: Gesetz über die Beschränkung von Grundeigentum für die militärische Verteidigung – in Kraft. Es trifft Regelungen für Gebiete, die für Verteidigungszwecke auch von Streitkräften auswärtiger Staaten im Bundesgebiet genutzt werden.
Am 3. August 1959 wurde das Zusatzabkommen zum NATO-Truppenstatut zu dem Abkommen zwischen den Parteien des Nordatlantikvertrags über die Rechtsstellung ihrer Truppen hinsichtlich der in der Bundesrepublik Deutschland (damals Westdeutschland) stationierten ausländischen Truppen (ZA-NTS oder NATO-ZAbk, auch: NATOTrStatZAbk bzw. NATO-TrStat-ZAbk; engl. NATO SOFA Supplementary Agreement – NATO SOFA SA) vom 3. August 1959 (BGBl. 1961 II S. 1183, 1218) geschlossen, welches detailliertere Regelungen zu allen Fragen der Stationierung fremder Streitkräfte enthält. Der Zugang ausländischer Streitkräfte zu und Aufenthalt in deutschem Hoheitsgebiet beruht auf besonderen Rechtsgrundlagen. Grundsätzlich wird dabei zwischen dem „Recht zum Aufenthalt“, der Rechtsgrundlage der Truppenstationierung, und dem „Recht des Aufenthalts“ unterschieden.
im Rahmen des Zusatzabkommens zum NATO-Truppenstatut wurden 1975 die Auftragsbautengrundsätze (ABG 1975) als bilaterale Verwaltungsabkommen geschlossen.
Nach der deutschen Wiedervereinigung 1990 wurde das Zusatzabkommen durch ein Abkommen vom 18. März 1993 umfassend geändert (überwiegend Einschränkungen für die fremden Truppen in Deutschland), welches am 29. März 1998 in Kraft trat. Nach dem Einigungsvertrag und dem Zwei-plus-Vier-Vertrag dürfen ausländische Streitkräfte und Atomwaffen weder in den neuen Bundesländern noch in Berlin stationiert werden.